# Gianbettino Cignaroli

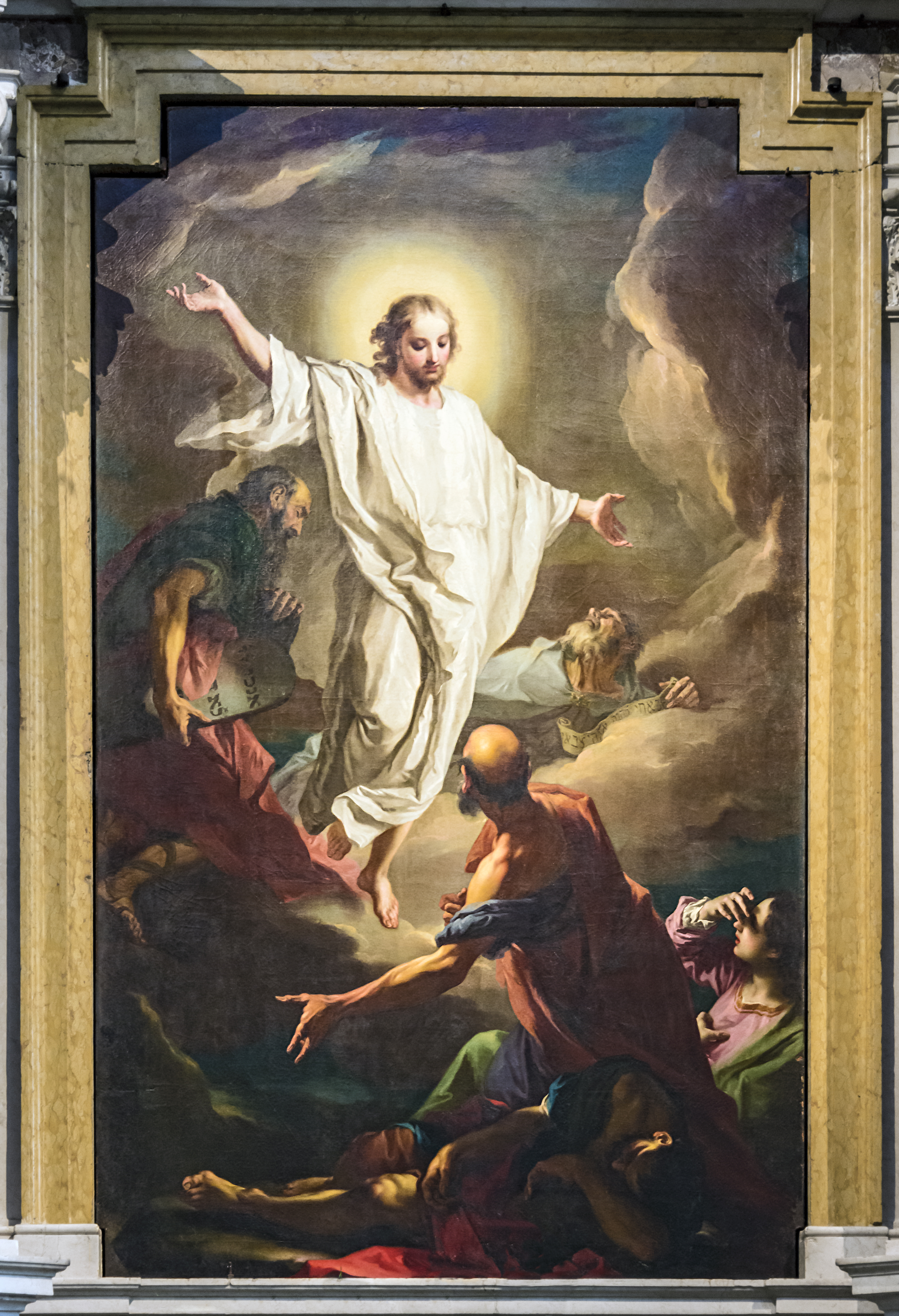
Verklärung Christi – Verona Kathedrale

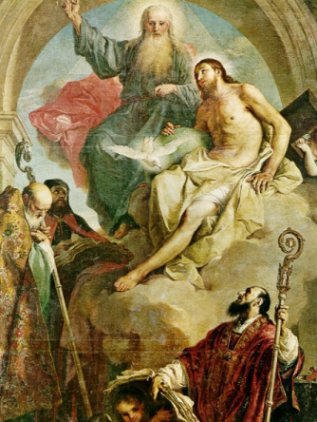
Darstellung der Dreifaltigkeit in der Kirche Santa Maria della Steccata in Parma, 1762

Gianbettino Cignaroli, manchmal auch Giambettino, (* 4. Juli 1706 in Verona; † 1. Dezember 1770 ebenda) war ein italienischer Maler des Spätbarock in Oberitalien.
Cignaroli war das einzige Kind von Leonardo Cignaroli und Rosa Lugiati, hatte aber aus der zweiten Ehe seines Vaters noch sechs Halbgeschwister, von denen zwei Maler waren, Gian Domenico (1722–1793) und Giuseppe Cignaroli (Fra Felice, 1727–1796), und einer Bildhauer (Diomiro Cignaroli, 1718–1803). Er studierte zunächst Rhetorik, Literatur und Dichtkunst und war als Maler ein Schüler von Santo Prunato und Antonio Balestra. Er malte hauptsächlich religiöse Motive (wie Jungfrau mit Kind). Für den kaiserlichen Statthalter der Lombardei Karl Joseph von Firmian malte er zwei Gemälde mit antiken Motiven (Tod des Cato 1759, Tod des Sokrates). Auch sonst wurde er von seinen Zeitgenossen hoch geschätzt – Kaiser Joseph II soll gesagt haben, in Verona zwei Berühmtheiten gesehen zu haben, das Amphitheater und den ersten Maler Europas.
Nach Nagler war er in seinen Gemälden für den Einbau von Engelsscherzen bekannt. Er malte für viele Fürsten, folgte aber keiner Einladung an ihre Höfe. Trotzdem waren seine Preise die eines Hofmalers. Aus Gesundheitsgründen malte er keine Fresken (außer für das Haus der Labia in Venedig, als er noch jung war).
Er schrieb auch Denkwürdigkeiten, herausgegeben 1771 von P. Ippolita Belivacqua dell' Oratorio und 1772 unter eigenem Namen.

## Verweise
1. ↑  genannt Leonardo I., zur Unterscheidung der Söhne von Diomiro (Leonardo II.) und Giandomenico (Leonardo III.), beide  Maler. Leonardo I. war kein Künstler
2. ↑  oder Giandomenico
3. ↑  Georg Kaspar Nagler: Neues allgemeines Künstlerlexikon
4. ↑  Nagler loc.cit.
5. ↑  Nagler, loc.cit.

| Personendaten    | Personendaten          |
| ---------------- | ---------------------- |
| NAME             | Cignaroli, Gianbettino |
| ALTERNATIVNAMEN  | Cignaroli, Giambettino |
| KURZBESCHREIBUNG | italienischer Maler    |
| GEBURTSDATUM     | 4. Juli 1706           |
| GEBURTSORT       | Verona                 |
| STERBEDATUM      | 1. Dezember 1770       |
| STERBEORT        | Verona                 |